# Dominique Devenport
Dominique Devenport (Luzern, 1996.) svájci–amerikai színésznő. Első filmszerepét 2012-ben kapta. 2021-ben Sisit alakította az azonos című német minisorozatban.

## Élete
Dominique Devenport wisconsini édesapa és svájci édesanya gyermekeként született 1996-ban. Luzernben nőtt fel, első színészi tapasztalatait még az iskolában szerezte.
2012-ben szerepelt  Barbara Kulcsar Nebelgrind című filmjében, amely egy Alzheimer-kórral küzdő parasztcsaládról szól. A gazda lányát, Tonit alakította. 2013-ban szerepelt az Éjféli gyors Lisszabonba című filmben.  2021-ben szerepelt a Sisi című német minisorozatban, ahol a címszereplőt alakította.

## Filmográfia
- 2012: Nebelgrind (TV-film)
- 2013: Éjféli gyors Lisszabonba (Night Train to Lisbon)
- 2021: Sisi (televíziós sorozat)
- 2022: Der Passfälscher